# Fontaine Palatine
La fontaine Palatine est une fontaine située au no 12 de la rue Garancière, dans le 6e arrondissement de Paris.

## Historique

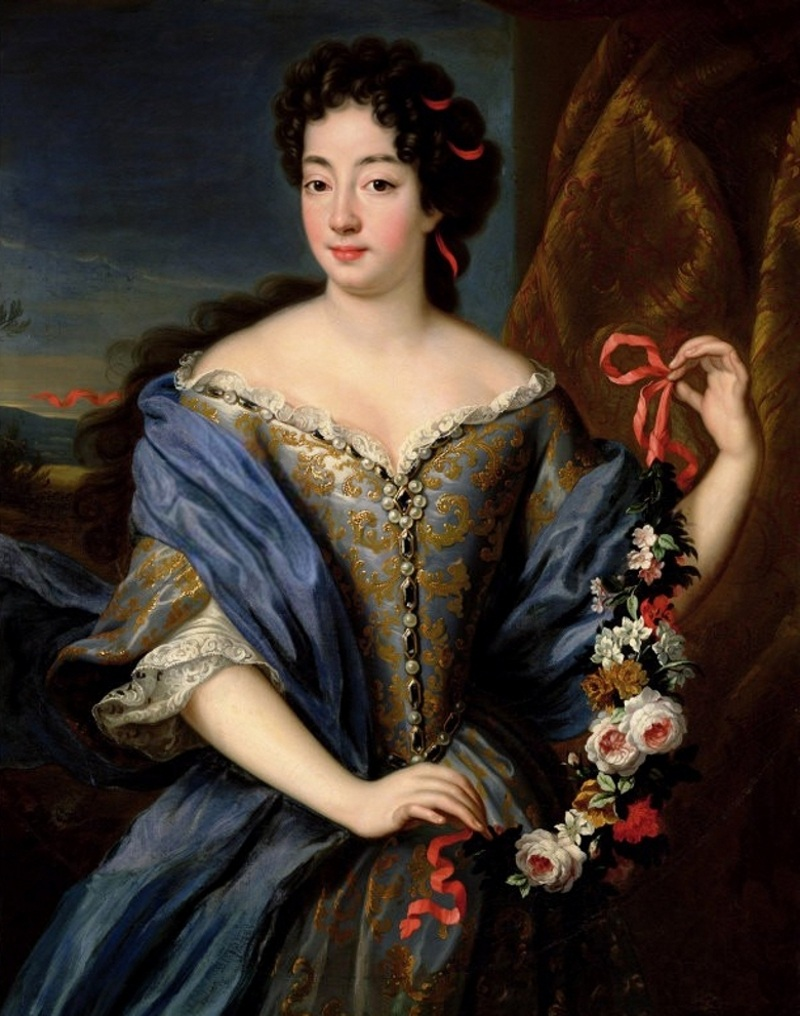
Anne de Bavière.

Cette fontaine a été élevée aux frais d'Anne de Bavière, la princesse Palatine, en 1715. Elle a été attribuée à Jean Beausire, mais celui-ci n'en aurait conçu que les plans techniques. Après la démolition des communs de son hôtel particulier auxquels elle était adossée, un nouvel immeuble fut construit en 1913. La fontaine y fut restituée à son emplacement initial.
Elle fait l’objet d’une inscription au titre des monuments historiques depuis le 12 janvier 1962. Elle faisait partie des fontaines marchandes de Paris. On pouvait lire, en 1900, une inscription, mesurant 1 m de haut sur 0,5 m de large, placée sur le mur du no 9 :« STATIONNEMENT

DE NUIT POUR 8 TONNEAUX

DE PORTEURS D'EAU ».

## Description
La fontaine se présente comme un insert discret dans le mur, de la taille d'une porte, peu décoré et surmonté d'une plaque portant une inscription en latin, un mascaron à tête de lion en bronze pouvant délivrer l'eau à mi-hauteur. L'évacuation est prévue de se faire à travers une grille au sol.
L'inscription latine a été détruite pendant la révolution puis rétablie :
| AQUAM A PRAEFECTO ET AEDILIBUS ACCEPTAM HIC SUIS IMPENSIS, CIVIBUS FLUERE VOLUIT SERENISSIMA PRINCEPS ANNA PALATINA EX BAVARII RELICTA SERENISSIMI PRINCIPI HENRICI JULII BORBONII PRINCIPIS CONDAEI ANNO DOMINI MD.CC.XV | Avec l'agrément du préfet et des édiles la sérénissime princesse Anne Palatine de Bavière veuve du sérénissime prince Henri-Jules de Bourbon, prince de Condé voulut qu'ici, qu'à ses frais, coulât l'eau pour les citoyens. L'an du seigneur 1715 |